# Arignano
Arignano (piemontesisch Argnan) ist eine Gemeinde in der italienischen Metropolitanstadt Turin (TO) der Region Piemont.

## Lage und Einwohner
Arignano hat 1073 Einwohner (Stand 31. Dezember 2023) und liegt etwa 25 Kilometer östlich von Turin. Der Ort liegt auf einer Höhe von 321 m über dem Meeresspiegel und umfasst eine Fläche von 8 km².
Die Nachbargemeinden sind Marentino, Moncucco Torinese, Chieri, Mombello di Torino, Andezeno und Riva presso Chieri.

### Bevölkerungsentwicklung

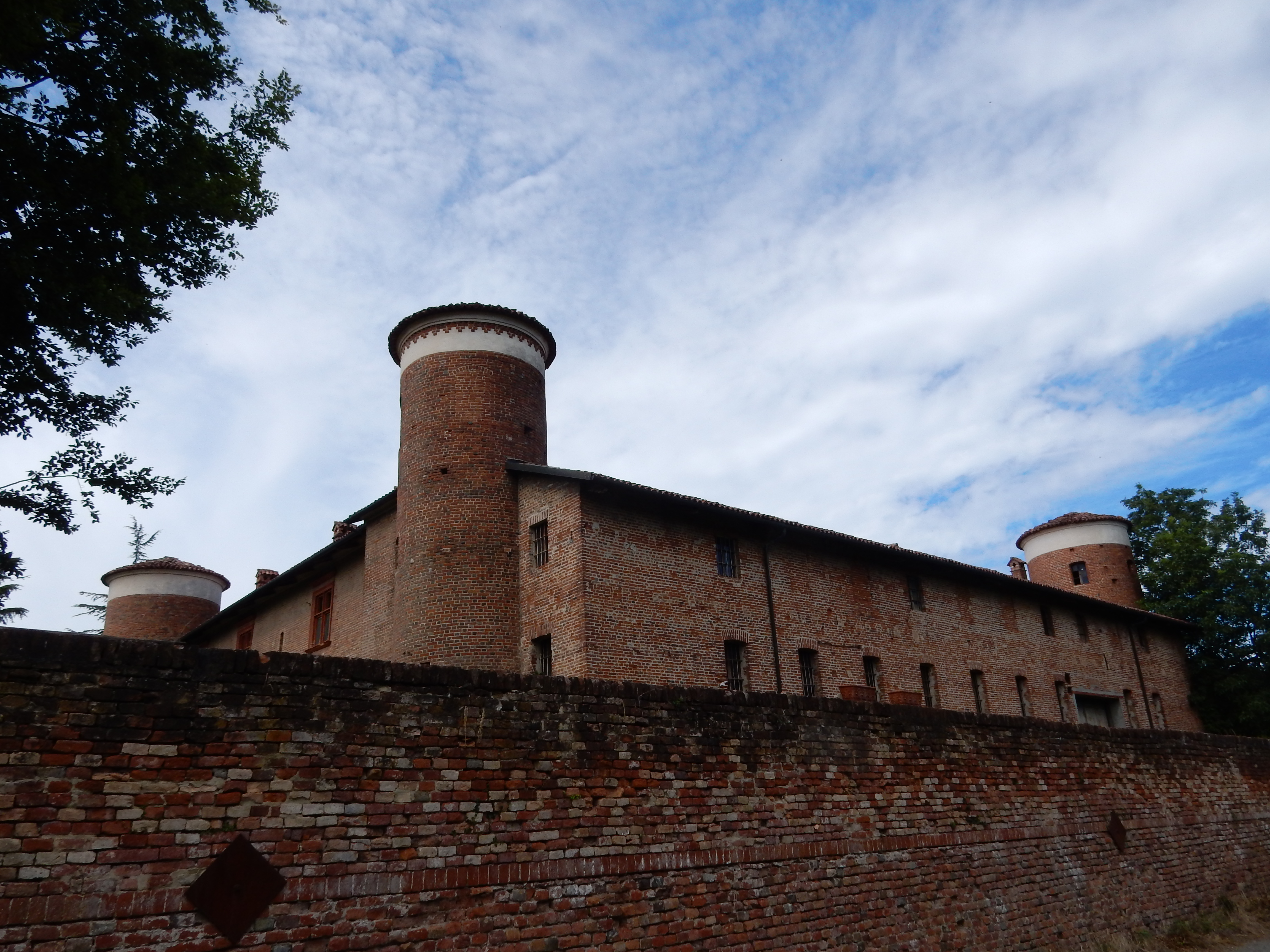
Castello Arignano

## Partnergemeinde
- Comillas, Kantabrien